# Mistrovství Československa v krosu 1983
Mistrovství Československa v krosu 1983 se konalo v Opavě 5. března 1983.

## Výsledky

### Muži
| Soutěž    | Zlato                                         | Stříbro                                     | Bronz                                       | 4. místo                            | 5. místo                          | 6. místo                                  |
| Vytrvalci | Martin Vrábeľ (Dukla Banská Bystrica) 38:46.2 | Jindřich Linhart (RH Praha) 38:58.5         | Vlastimil Zwiefelhofer (TJ Klatovy) 38:59.3 | Peter Klimeš (TJ Vítkovice) 39:15.3 | Ivan Uvizl (TJ Vítkovice) 39:28.8 | Miroslav Bauckmann (CHZ Litvínov) 39:44.0 |
| Mílaři    | Demský (Bardejov) 15:00.6                     | Milan Behúň (Dukla Banská Bystrica) 15:05.5 | Dušan Moravčík (RH Praha) 15:06.5           | Slivka (PF Banská Bystrica) 15:11.9 | Zdeněk Pešek (Liberec) 15:20.4    | Milan Slovák (VŠ Praha) 15:26.1           |

### Ženy
| Soutěž      | Zlato                                        | Stříbro                             | Bronz                                          | 4. místo                   | 5. místo                        | 6. místo                              |
| Vytrvalkyně | Jarmila Urbanová (RH Praha) 18:20.5          | Helena Bidmonová (VŠ Praha) 18:52.0 | Katarína Rozimová (PF Banská Bystrica) 18:58.1 | Hekrdlová (Třebíč) 19:30.4 | Kirnová (UK Bratislava) 19:40.3 | Bauckmannová (LIAZ Jablonec) 19:55.6  |
| Mílařky     | Alena Kučeríková (PF Banská Bystrica) 8:33.5 | Púchovská (UK Bratislava) 8:51.5    | Jana Kučeríková (PF Banská Bystrica) 9:01.2    | Pokorná (Znojmo) 9:16.5    | Venclová (Krnov) 9:24.4         | Gajdošová (PF Banská Bystrica) 9:47.1 |